# Себастјен Бурде
Себастјен Бурде (фр. Sébastien Bourdais; 28. фебруар 1979) француски је аутомобилиста и возач Формуле 1 у сезонама 2008 и 2009, када је наступао за тим Алфа Таури Ф1. У формули 1 остао је до јула 2009. године.

## Биографија
Себастјен Бурде је рођен 28. фебруара 1979. године у Ле Ману, Француска.
Његов отац Патрик Бурде је такође аутомобилиста.
Себастјен је са 10 година почео да учествује у картинг тркама.
У јуниорским формулама је почео да наступа са 16 година, а са 19 је освојио титулу почетник године у француској Формули 3.
Успешно је учествовао у тркама 24 часа Ле Мана, у свом родном месту, а врхунац младалачке каријере му је била титула у Формули 3000 у сезони 2002.
Након тога је прешао у Чемп Кар (енгл. Champ Car) где је наставио да ређа успехе.
Био је шампион у 4 сезоне за редом, од 2004. до 2007. године.
То му је отворило врата Формуле 1, иако је још у сезони 2002. био близу потписивања уговора са Реноом.

## Формула 1
2008.
Августа 2007. је најављено да ће Бурде у сезони 2008. возити за тим Торо Росо, уместо Витантонија Љуција.
Тимски колега му је био Себастијан Фетел.
На својој дебитантској трци, ВН Аустралије 2008. године Бурде је освојио 7. место и 2 поена.
До три круга пре краја је био 4. у пласману, али је одустао због техничких проблема.
Пошто је завршио више од 90% трке, квалификован је као 8., али је након дисквалификације Барикела, напредовао за још једно место.
Током остатка сезоне није успео да направи бољи резултат од овога.
На ВН Белгије је такође освојио седмо место, тако да је на крају сезоне био 17. са освојена 4 поена.
2009.
Фебруара 2009. је потврђено да ће Бурде и ову сезону возити за Торо Росо, чиме је он попинио последње упражњено возачко место за ту сезону.
Након ВН Немачке, Торо Росо је потврдио да је отпустио Бурдеа због лоших резултата. Наследио га је Хаиме Алгерсуари.

## Преглед Ф1 каријере
| сезона | тим       | колега           | трка | пол п. | подијума | победа | бодова | пласман |
| ------ | --------- | ---------------- | ---- | ------ | -------- | ------ | ------ | ------- |
| 2008.  | Торо Росо | Себастијан Фетел | 18   | 0      | 0        | 0      | 4      | 17.     |
| 2009.  | Торо Росо | Себастијан Буеми |      |        |          |        |        |         |